# 新·热血硬派 國夫們的挽歌
《新·热血硬派 國夫們的挽歌》（又译作）是一款由日本電子遊戲開發商Almanic開發並由Technōs Japan發行在超級任天堂上的帶狀捲軸動作遊戲，於1994年4月29日在日本發售。

## 概要
本作與熱血系列其他遊戲相比，《國夫們的挽歌》具有戲劇性和嚴肅的故事情節，而且與《熱血硬派》和《初代熱血硬派國夫君》一樣有著逼真的角色比例以及動漫風格（與系列主要的Q版風格形成鮮明對比），並強調對戰之間的對話。雖然沒有傳統意義上的「階段」，但遊戲的結構是完全線性的，玩家不能回溯到之前完成的區域。
除了可使用國夫和阿力之外，還可以使用美沙子（みさこ，Misako）和京子（きょうこ，Kyōko）兩位女性角色，總共四個控制角色，而女性角色之間展開的激烈戰鬥也使本作有別於熱血系列的其他遊戲。
本作具有高原創性，包含許多在其他作品中未曾出現過的人物設定，例如國夫擁有女朋友美沙子，而廣志（ひろし）是國夫的手下，但也包含了一些延續到熱血系列後續的元素，例如佐武（さぶ）是「三和會」的老大，真嗣（しんじ）的社團名為「Blue Emperor」，以及熱血硬派中阿力女朋友京子的存在。另外，本作的玩家角色美沙子和京子後來被選為《熱血硬派國夫君外傳 熱血少女》的主角。

## 劇情
某個安靜的雨夜，有個正在回家的路上的一家人。正當兩人要過馬路的瞬間，從黑暗的地方突然出現的一輛摩托車襲擊了他們！！飛得老遠的雨傘、倒在地上的父親。少女無法理解發生了什麼事情，只能呆呆地站著。而她的眼睛所看到的是犯人的臉。那個犯人是……國夫和阿力！國夫等人被捕，被移送少年輔育院。
「真是太不像話了！竟然抓錯人，把我們抓到少年輔育院，我們一定要查出真正的犯人！」
於是，國夫他們為了證明自己的清白，開始了戰鬥。

## 移植版
2021年6月15日，持有熱血系列版權的亞克系統宣布本作英文化並移植登陸任天堂Switch以作為系列35周年紀念的一部分。遊戲由WayForward負責移植版開發，英文命名為《River City Girls Zero》，作為《熱血硬派國夫君外傳 熱血少女》（River City Girls）的前傳，於2022年2月14日在全球同步發售，同年9月22日再推出PlayStation 4、Xbox One、PlayStation 5、Xbox Series X/S和PC版本。
2022年9月1日，亞克系統宣布本作中文化，中文命名為《熱血硬派國夫君外傳 熱血少女 零》，於同年9月22日在超級任天堂以外所有平台推出。

## 幻之續作
《熱血硬派國夫君 ~九龍之爪~》是曾計劃於PlayStation平台推出的清版動作遊戲，為《國夫們的輓歌》的續作。故事原本設定在香港，講述國夫和阿力與九龍寨城黑幫的「黑蛇團」對抗。該項目還包括在摩天大樓和繩索上的戰鬥以及3D礦車階段。美沙子和京子將繼續出演原定角色，《雙截龍》系列的主角李比利和李吉米也將演出。
大約在1990年左右，當時岸本良久主導開發紅白機平台遊戲《双截龙III 罗塞塔之石》期間曾構思過續作《雙截龍4》，是由比利與吉米在九龍寨城對抗的故事，但他重新考慮後認為「雙截龍的世界觀在香港出現會太過明顯而且無趣」。隨後他就把只在大阪市大鬧天宮、尚未在世界各地拓展動作場面的國夫改為主角，並改變計劃，讓國夫和他的朋友們在世界各地展開大鬧天宮。雖然內容有所不同，但《雙截龍4》於2017年已以《雙截龍IV》為名發行。
結果由於Technōs Japan公司於1996年破產，因此遊戲未能公佈並胎死腹中。不過原本計劃在本作中登場的佐武的哥哥老李（りー），後來在《熱血硬派SP 亂鬥協奏曲》（2013年）中以中國黑幫「紅蛇」老大的身份登場，而國夫和他的朋友們在香港電影製片廠戰鬥的構思也被部分融入了遊戲中。